# Nordic Trophy
Die Nordic Trophy war ein internationales Eishockeyturnier für Klubmannschaften in den skandinavischen Ländern Schweden und Finnland, das von 2006 bis 2009 existierte und den Teams der schwedischen Elitserien sowie finnischen SM-liiga als wettbewerbsorientierte Saisonvorbereitung diente. Es ging im Jahr 2010 in die European Trophy über und gilt auch offiziell als deren Vorgängerwettbewerb.

## Geschichte
Die Nordic Trophy wurde im Jahr 2006 ins Leben gerufen und startete zunächst mit acht Teams, davon vier aus Schweden und vier aus Finnland. Dies setzte sich auch im folgenden Jahr so fort. Im Jahr 2008 erhöhte sich die Teilnehmeranzahl auf zehn Mannschaften. Der Erfolg des Wettbewerbs wurde schließlich 2009 deutlich, als sich die Teilnehmerzahl auf zwölf erhöhte. Dadurch war es nötig zwei separate, nach Ländern getrennte Turniere zu veranstalten. Im Jahr 2010 ging die Nordic Trophy schließlich in die European Trophy über, als Ersatz für das abgesagte Turnier der alten Champions Hockey League. Mit der Einführung der neuen gleichnamigen Champions Hockey League auf die Saison 2014/15, wurde auch die European Trophy aufgelöst.

## Siegerliste
| Jahr | Jahr | Hauptrunden-Sieger | Playoff-Sieger  |
| 2006 | 2006 | Färjestad BK       | Färjestad BK    |
| 2007 | 2007 | Kärpät Oulu        | Kärpät Oulu     |
| 2008 | 2008 | Linköpings HC      | Linköpings HC   |
| 2009 | SWE  | HV 71 Jönköping    | Djurgårdens IF  |
| 2009 | FIN  | Lukko Rauma        | Tappara Tampere |